# Песковка (приток Тетерева)
Песковка — река на Украине, в Киевской области, правый приток Тетерева (бассейн Днепра). Длина — 18 километров.
Берёт начало в окрестностях села Новая Буда и течёт в направлении Житомирской области. Впадает в Тетерев.